# 灰叶棘豆
灰叶棘豆（学名：Oxytropis cinerascens）为豆科棘豆属下的一个种。产于中国西藏喜马拉雅山西部，印度北部也有分布。多年生草本，灰绿色，花期7月。